# Cusago
Cusago település Olaszországban, Lombardia régióban, Milánó megyében. Lakosainak száma 4559 fő (2023. január 1.). Cusago Cisliano, Gaggiano, Milánó, Settimo Milanese, Trezzano sul Naviglio, Bareggio és Cornaredo községekkel határos.

## Népesség
A település lakossága az elmúlt években az alábbi módon változott:
| Lakosok száma | 3787 | 3917 | 4000 | 4559 |
|               | 2013 | 2017 | 2018 | 2023 |